# Nepthys Mons (quadrangle)

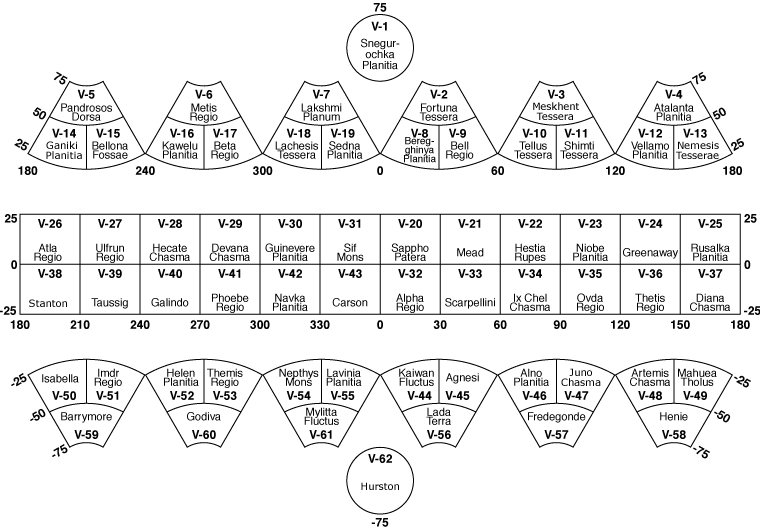
Quadrangles op Venus op schaal 1 : 5.000.000

Nepthys Mons (V–54; breedtegraad 25°–50° S, lengtegraad 300°–330° E) is een quadrangle op de planeet Venus. Het is een van de 62 quadrangles op schaal 1 : 5.000.000. Het quadrangle werd genoemd naar de gelijknamige berg die op zijn beurt is genoemd naar Nephthys, godin van de onderwereld en de geboorte uit de Egyptische mythologie.

## Geologische structuren in Nepthys Mons
Coronae
- Bibi-Patma Corona
- Persephone Corona
- Tunehakwe Corona

Inslagkraters
- Dix
- Lu Zhi
- Nelike
- Nevelson
- Nyogari
- Oakley
- Oma
- Phryne
- Seseg
- von Paradis
- Wu Hou

Linea
- Kara Linea
- Morrigan Linea

Montes
- Faravari Mons
- Hathor Mons
- Innini Mons
- Nepthys Mons
- Rakapila Mons
- Tefnut Mons

Paterae
- Vovchok Patera

Regiones
- Dione Regio